# Barcza József (egyháztörténész)
Barcza József (Kunszentmárton, 1932. július 22. – Debrecen, 2004. május 22.) magyar kutatóprofesszor, teológus-egyháztörténész.

## Munkássága
Kunszentmártonban született, ahol édesapja akkor – később Dögén – református lelkipásztor volt. Középiskolába Sárospatakon járt. Teológiai tanulmányait Debrecenben végezte, ahol Török István professzor tanítványai közé tartozott. Első lelkészképesítő vizsgáját (1956) követően Dögén volt segédlelkész, majd Sárospatakra került. Az egyházi kézben maradt Tudományos Gyűjtemények Nagykönyvtárának munkatársa lett. Az edelényi egyházközség meghívta lelkipásztornak 1966-ban, ahol 1975-ig szolgált. 
A Magyarországi Református Egyház Doktorainak Kollégiuma 1972-ben megalakult. Főtitkára, Makkai László professzor ragaszkodott ahhoz, hogy annak egyháztörténeti jellegű kutatóintézete, tudományos főmunkatársa pedig Barcza József legyen. így költözött Debrecenbe családjával, ahol vezette a Közép-keleteurópai Reformáció-történet Kutató Intézetet.
A Tiszántúli Református Egyházkerület Levéltárát 1995. január 1 - 1996. május 31 között igazgatta, a Sárospataki Református Teológiai Akadémia Egyháztörténeti Tanszékének élén 1994-től nyugalomba vonulásáig, 1998-ig állt. 
Doktori disszertációja az első kiadásban 1980-ban megjelent Bethlen Gábor, a református fejedelem című könyve volt. Doktori fokozatot és kutatóprofesszori rangot 1981-ben kapott.

## Díjai, elismerései
- Bethlen Gábor-díj (2002)[4]

## Művei
- Barcza József műveinek bibliográfiája (1959-2002) (magyar nyelven) (html). Hungaricana, 2002 (Hozzáférés: 2023. március 25.) / a szerző feljegyzéseinek felhasználásával készítette: Baráth Béla Levente == Doctrina et Pietas : tanulmányok a 70 éves Barcza József tiszteletére / Szerk. Dienes Dénes, Szabadi István. - Debrecen-Sárospatak : Debreceni Református Hittudományi Egyetem : Sárospataki Református Kollégium Tudományos Gyűjteményei : Tiszántúli Református Egyházkerület Levéltára, 2002. - 213-229. p.
- Bibliakommentárok, így például
  - Türelmetlenül hinni? : [Róma 2:4., Zsolt. 119:126.] == Reformátusok lapja : országos református hetilap. - 23. évf. 30. sz. (1979. júl. 22). - 2. p.
  - "Azonnal kinyújtotta kezét..." : [Máté 14:22-33.] == Reformátusok lapja : országos református hetilap. - 21. évf. 34. sz. (1977. aug. 21.). - 2. p.
  - Cserbenhagyás : [Lukács 10:25-37.] == Reformátusok lapja : országos református hetilap. - 20. évf. 33. sz. (1976. aug. 15.). - 3. p.